# Лаурело (Месина)
Лаурело је насеље у Италији у округу Месина, региону Сицилија.
Према процени из 2011. у насељу је живело 85 становника. Насеље се налази на надморској висини од 607 м.